# 水元町 (室蘭市)
水元町（みずもとちょう）は北海道室蘭市の町。一部で住居表示実施済み。郵便番号は050-0071。かつて同名の字が存在した。

## 地理
室蘭市の北東部に位置し、西から北に神代町、東に登別市上鷲別町、南に高砂町，天神町、南西に八丁平と接する。

### 河川
- 二級河川 鷲別川

## 地域の特徴
室蘭市の都市計画マスタープランでは蘭東地域に属する。
南東部に学校および住宅地がある他、町域の大部分は山林地帯。町域の東縁を鷲別川が南流する。道央自動車道が町域の中央から南寄りを横断し、途中に天神トンネルと神代トンネルがある。町域の南部にある室蘭工業大学前を北海道道107号室蘭環状線が西行した後、南西に向きを変え町域の南端から出ていく。室蘭市立天神小学校，北海道室蘭聾学校，真宗大谷派法山浄光寺，ベネディクト修道院，熊野神社，水元町会館がある。

## 歴史
1939年（昭和14年）室蘭高等工業学校が開校、1949年（昭和24年）国立室蘭工業大学となる。1965年（昭和40年）水元小学校が開校し、1977年（昭和52年）に校舎を改築したが、2020年（令和2年）3月をもって閉校、高砂小学校と統合して天神小学校が同地に開校した。1980年（昭和55年）母恋南町から室蘭聾学校が当地に移転。1991年（平成3年）道央自動車道の室蘭IC - 登別室蘭IC間が開通。

### 地名の由来
日本製鋼所鷲別貯水池から分水し室蘭市街への水道の水源地となったことによる。

### 沿革
- 1929年（昭和4年）10月16日 - 字名改正により輪西村（大字）の一部が水元町（字）となり、輪西村（大字）を廃止[5][9]。
- 1967年（昭和42年）7月1日 - 水元町新設[5][10]。

### 町名の変遷
| 実施内容 | 実施年月日                | 実施後       | 実施前                                                                                  |
| -------- | ------------------------- | ------------ | --------------------------------------------------------------------------------------- |
| 字名改正 | 1929年（昭和4年）10月16日 | 水元町（字） | 輪西村（大字）の小字、 川添，奥ワシベツ，天神山，八丁平，本ワニシ，オクワニシ，ワシベツ |
| 町名新設 | 1967年（昭和42年）7月1日  | 水元町       | 水元町（字），知利別町（字），高砂町（字）の各一部                                      |
| 住居表示 | 1989年（平成元年）2月1日  | 水元町       | 水元町の一部                                                                            |

## 世帯数と人口
2023年（令和5年）12月31日現在（室蘭市発表）の世帯数と人口は以下の通りである。
| 町     | 世帯数    | 人口    |
| ------ | --------- | ------- |
| 水元町 | 1,423世帯 | 2,014人 |

### 人口の変遷
国勢調査による人口の推移。
| 1995年（平成7年）  | 4,995人 | [ 12 ] |  |
| 2000年（平成12年） | 4,646人 | [ 13 ] |  |
| 2005年（平成17年） | 4,378人 | [ 14 ] |  |
| 2010年（平成22年） | 4,087人 | [ 15 ] |  |
| 2015年（平成27年） | 3,830人 | [ 16 ] |  |
| 2020年（令和2年）  | 3,607人 | [ 17 ] |  |

### 世帯数の変遷
国勢調査による世帯数の推移。
| 1995年（平成7年）  | 2,969世帯 | [ 12 ] |  |
| 2000年（平成12年） | 2,948世帯 | [ 13 ] |  |
| 2005年（平成17年） | 2,823世帯 | [ 14 ] |  |
| 2010年（平成22年） | 2,737世帯 | [ 15 ] |  |
| 2015年（平成27年） | 2,696世帯 | [ 16 ] |  |
| 2020年（令和2年）  | 2,781世帯 | [ 17 ] |  |

## 学区
市立小・中学校に通う場合、学区は以下の通りとなる。
| 町     | 街区 / 地番    | 小学校               | 中学校             |
| ------ | -------------- | -------------------- | ------------------ |
| 水元町 | 49, 50番地     | 室蘭市立八丁平小学校 | 室蘭市立桜蘭中学校 |
| 水元町 | 49, 50番地以外 | 室蘭市立天神小学校   | 室蘭市立東明中学校 |

## 交通

### バス
道南バスが路線バスを運行する。

### 道路
- 道央自動車道
  - 町域に出入口はない。
- 北海道道107号室蘭環状線

## 施設

### 公共施設
- 水元町会館

### 教育施設
- 室蘭工業大学
- 室蘭市立天神小学校
- 北海道室蘭聾学校

### 寺社
- 熊野神社
- 真宗大谷派法山浄光寺

### 教会
- ベネディクト修道院

### 公園
- せせらぎ公園